# Marek Šoška
Marek Šoška (* 25. března 1998 Břeclav) je český marketér a politik, v letech 2018 až 2022 zastupitel obce Ladná na Břeclavsku, člen Rady pro marketing a cestovní ruch Rady města Brna, od roku 2021 tajemník hnutí Fakt Brno.

## Život
Vystudoval Právo ve veřejné správě na Právnické fakultě Univerzity Palackého v Olomouci, dále obor Veřejná správa na Právnické fakultě Masarykovy univerzity v Brně a následně absolvoval obor Evropská studia se zaměřením na evropské právo na Právnické fakultě Univerzity Palackého v Olomouci. Pracuje jako manažer vnějších vztahů Vzdělávacího institutu pro Moravu.
Marek Šoška žije v Brně, konkrétně v městské části Brno-sever. Otevřené se hlásí ke své homosexuální orientaci, jeho partnerem je od roku 2018 brněnský zastupitel David Pokorný. Společně s ním od roku 2021 vydává podcast Homo Politicus o osobním životě i dění v brněnské politice.

## Politické působení
Zastává liberální a progresivní postoje, o kterých publikuje prostřednictvím nestátních organizací a blogů.
V komunálních volbách 2018 vedl kandidátku Svobodní a ODS v obci Ladná a po zisku 25.06 % se stal zastupitelem. Ve stejném roce byl jmenován členem dozorčí rady Centrály cestovního ruchu - Jižní Morava a členem Rady pro marketing a cestovní ruch Rady města Brna.
V roce 2020 kandidoval z nevolitelného místa na kandidátce ODS s podporou Svobodných a Starostů a osobností pro Moravu do Zastupitelstva Jihomoravského kraje, kde získal třetí nejvyšší počet preferenčních hlasů za kandidující subjekt. Ve volbách volební koalice získala celkem 9 křesel v zastupitelstvu a poté obsadila čtyři místa v radě kraje. Šoška byl následně jmenován místopředsedou Komise pro marketing, cestovní ruch a meziregionální vztahy Rady Jihomoravského kraje a členem dozorčí rady krajské společnosti Thermal Pasohlávky. Od roku 2022 zastává pozici člena školské rady při Střední zdravotnické škole a Vyšší odborné škole zdravotnické Brno, Merhautova.
V roce 2021 stál u vzniku komunální platformy Fakt Brno, a po založení byl zvolen tajemníkem hnutí. Následně v roce 2022 rezignoval na mandát zastupitele v obci Ladná s tím, že se nadále bude pokračovat pouze v brněnské politice. V červnu 2022 hnutí oznámilo, že Marek Šoška bude dvojkou samostatné kandidátní listiny Fakt Brno do zastupitelstva města Brna. Fakt Brno následně získalo ve volbách celkem 157 120 hlasů, což nestačilo na zisk zastupitelských mandátů.